# أوبري أبوت
أوبري أبوت (بالإنجليزية: Aubrey Abbott)‏ هو ضابط شرطة وجندي وسياسي أسترالي، ولد في 4 مايو 1886 في أستراليا، وتوفي في 30 أبريل 1975 في أستراليا. حزبياً، نشط في الحزب الوطني الأسترالي. وقد انتخب عضو مجلس النواب الأسترالي عن دائرة Division of Gwydir ‏ (19 ديسمبر 1931 – 28 مارس 1937) وانتخب عضو مجلس النواب الأسترالي عن دائرة Division of Gwydir ‏ (14 نوفمبر 1925 – 12 أكتوبر 1929).